# ذراكة (حبيل جبر)

تعديل مصدري - تعديل

ذراكة هي إحدى قرى عزلة حبيل جبر بمديرية حبيل جبر التابعة لمحافظة لحج، بلغ تعداد سكانها 41 نسمة حسب تعداد اليمن لعام 2004.